# 亚历克丝·高夫
亚历克丝·高夫（英語：Alex Gough，1987年5月12日—），加拿大女子雪橇运动员。她曾代表加拿大参加2006年、2010年、2014年和2018年冬季奥林匹克运动会雪橇比赛，获得一枚银牌和一枚铜牌。